# Escudo
Escudo er navnet på den 
møntenhed, som anvendes i Kap Verde.
Portugisisk escudo var desuden møntenheden i Portugal, med valutakoden PTE, indtil landet indførte euroen i 2002.